# Miki Yoshikawa
Miki Yoshikawa (吉河 美希 Yoshikawa Miki?) es una mangaka japonesa. Su trabajo debut fue un manga llamado Glory Days en la Magazine Special de Kōdansha. Ella ayudó a Hiro Mashima en Rave Master y Fairy Tail. En 2005, lanzó la comedia one-shot Yankee-kun to Megane-chan en la Shōnen Magazine Wonder, que luego se convirtió en una serie corta, y finalmente fue serializada en la Weekly Shōnen Magazine de Kōdansha de 2006 a 2011, con un total de 211 capítulos. En 2012, ella lanzó el manga Yamada-kun to Nananin no Majo, que ha vendido más de 3 millones de copias, y fue adaptado a una serie dramática en vivo y una serie de anime de televisión. En 2015, Yoshikawa asistió a la Anime Expo como invitada.

## Estilo e influencias
En la Anime Expo 2015, Yoshikawa dijo que estaba inspirada por Dragon Ball y que trataría de copiar algunos de los paneles y manuscritos de Akira Toriyama. Ella acredita a Hiro Mashima por "enseñarle todo lo que sabe" mientras lo ayudaba en Fairy Tail.
En la entrevista con Natalie, Yoshikawa dijo que había pensado en la idea de intercambio de cuerpos en los días de Yankee-kun, y había investigado algunos libros de medicina sobre las diferencias entre hombres y mujeres, tanto física como emocionalmente, pero en general lo hizo porque le gustaba la idea. "Simplemente vino a mí, pero me preguntaba cómo reaccionaría un hombre que se encuentra en el cuerpo de una niña, y viceversa". Ella trata a un personaje intercambiado en el cuerpo como un personaje completamente diferente. Cuando se observó que los personajes principales de sus dos obras eran delincuentes, Yoshikawa respondió que ese tipo de personajes le resultó fácil, ya que ella creció en el extremo inferior de Tokio. Los personajes y sus nombres no se basan en sus amigos para que puedan actuar como locos. Ella dijo que los personajes reflejan diferentes aspectos de sí misma.

## Obras
- Yankee-kun to Megane-chan (2006-2011)
- Yamada-kun to 7-nin no Majo (2012-2017)
- Kakkō no Iinazuke (2020-)
- Hiiragi-san no Kyūketsu Jijō (2021-)